# Харрогит
Харрогит, устар. Харрогейт, Харрогет (англ. Harrogate) — курортный город в Северном Йоркшире, Англия. Исторически город является туристическим центром, среди его достопримечательностей свои лечебные спа-воды и RHS Harlow Carr gardens. Рядом находится национальный парк Yorkshire Dales и Nidderdale AONB. В XVII веке два маленьких поселения Нижний Харрогейт и Верхний Харрогейт были объединены в один город. В 2013 году город признан «самым счастливым местом для жизни» в Великобритании
Вода в Харрогите содержит железо, серу и соль. Город стал известен как «Английский Спа» после того, как его воды были обнаружены в XVI веке. В XVII и XVIII веках его «железистые» воды (содержащие железо) были популярным лечением, и множество богатых, но часто болеющих людей приезжали сюда, и тем самым внесли значительный вклад в развитие города.
В Харрогите живут 71 594 людей, согласно данным переписи населения Великобритании в 2001 году.
Девиз города «Arx Celebris fontibus» означает «цитадель славится своими источниками».

## История
Название города впервые упоминается в 1330-х годах. Точное происхождение названия не известно, но по одной из версий, имя города происходит от древнескандинавского и в переводе означает кучу камней, или по другой версии «дорога к Харлоу». В форме «Harlowgate» название известно с 1518 года, в судебных документах Эдуарда II.
В средневековые времена Харрогитом называлась местность на границе поселений Билтон и Пэнэл. Спустя время Билтон перерос в Верхний Харрогит, а Пэнэл в Нижний. Оба сообщества были расположены в Королевском лесу Нерсборо. В 1372 году король Эдуард II передал лес во владение своему сыну Джону, таким образом герцогство Ланкастер стало землевладельцем Харрогита.
Успешное развитие города началось после открытия его родниковой воды, в которой присутствует железо, сера и соль. Первый минеральный источник был открыт в 1571 году Уильямом Слингсби, который обнаружил, что вода из источника в Верхнем Харрогите обладает такими же свойствами, как и в бельгийском городке Спа. О лечебных свойствах вод написал Эдмунд Дин в своей книге «Spadacrene Anglica», которая была опубликована в 1626 году.
В XVII и XVIII веке были открыты ещё источники, как в Верхнем, так и Нижнем Харрогите. В XVII веке для посетителей источников был открыт ряд трактиров.
В XIX веке местность между Верхним и Нижним Харрогитом, которые до этого оставались отдельными общинами в миле друг от друга, была застроена, и там в настоящее время находится центральная площадь Харрогита. Площадь была построена на высоком месте с видом на Нижний Харрогит. А район к северу от развивающегося города был передан герцогству Ланкастер и был отведён для жилищного строительства. Для того, чтобы обеспечить развлечение для все большего числа туристов, был построен в 1788 году театр, Bath Hospital (позже Royal Bath Hospital) был построен в 1826 году, а The Royal Pump Room был построен в 1842.
В 1870 году инженер-изобретатель Самсон Фокс усовершенствовал процесс создания водного газа, в подвале лаборатории Grove House. Его дом стал первым в Йоркшире, который имел полностью газовое осветление и отопление. Был построен завод, который обеспечивал Харрогит газом. После того как Парламентская улица (Parlament street) стала первой улицей, освещённой газом, в газетах это прокомментировали: «Самсон Фокс захватил солнечный свет для Харрогита».
В конце XIX и начале XX столетия город был популярным курортом для элиты и дворянства из континентальной Европы. Количество туристов резко уменьшилось после Первой мировой войны. Во время Второй мировой войны в больших отелях города располагались правительственные службы, которые эвакуировали из Лондона. Вскоре была проложена новая дорога для того, чтобы город мог стать коммерческим центром, проводить конференции и выставки.
В 1983 году в Харрогите доктор Джордж Оливер впервые наблюдал за эффектом адреналина на организм.
В 2007 году двое людей нашли клад, который датируется X веком и принадлежал викингам. Клад состоял из 700 монет и множества предметов с отдалённых земель, таких как Афганистан. Клад был признан Британским музеем как самая важная находка такого рода в Великобритании за последние 150 лет.

## Транспорт
Железнодорожная станция и автовокзал в центре города обеспечивают транспортное сообщение. Международный аэропорт Лидс Брэдфорд находится в 10 милях (16 км) к юго-западу от города. Через город проходят дороги A1, A61, соединяя Харрогит с Лидсом и Рипоном, и А59, соединяющей город с Йорком и Скиптоном.